# Matej Avbelj
Matej Avbelj, slovenski pravnik in profesor, * 17. april 1980, Ljubljana. 

## Izobrazba
Študiral in diplomiral je na ljubljanski pravni fakulteti, nato magistriral na New York University School of Law (Hauser Global Scholar), doktoriral pa na Evropskem univerzitetnem inštitutu v Firencah.

## Delo
Avbelj je prorektor Nove univerze ter redni profesor za evropsko pravo na Fakulteti za državne in evropske študije.
Bil je sodniški pravnik na Višjem sodišču v Ljubljani, nadalje pa je deloval tudi kot Robert Schuman stažist v oddelku za ustavne zadeve Evropskega parlamenta.
Objavil je več kot sto člankov in del na temo prava Evropske unije, ustavnega prava in transnacionalnega prava.

## Dosežki
Prof. dr. Matej Avbelj je leta 2023 prejel nagrado za pravnika leta. 
Leta 2012, 2014 in 2015 je bil uvrščen med deset najvplivnejših pravnikov v Sloveniji.
Leta 2018 je bil prejemnik štipendije za večmesečni obisk na WZB, Berlin.